# Hans Reichenbach
Hans Reichenbach   (Hamburg, 26 de setembre de 1891 - Los Angeles, 9 d'abril de 1953) va ser físic, lògic i un dels més importants filòsofs de la ciència del segle xx. Va fer importants contribucions a la teoria de la de probabilitat i a les interpretacions filosòfiques de la relativitat, de la mecànica quàntica i de la termodinàmica. Va fundar el Cercle de Berlín, els membres van participar de moltes de les discussions del Cercle de Viena, de manera que de vegades se'ls considera com a representants del positivisme lògic